# Jevgenij Novikov
Jevgenij Novikov, född 1990, är en rysk rallyförare.

## Karriär
Novikov kör för Citroëns juniorteam i WRC.